# آيت بن الطيبي (آيت بردين)
آيت بن الطيبي هو دُوَّار يقع بجماعة أم ربيع، إقليم خنيفرة، جهة بني ملال خنيفرة في المملكة المغربية. ينتمي الدوّار لمشيخة آيت بردين التي تضم 8 دواوير. يقدر عدد سكانه بـ 47 نسمة حسب الإحصاء الرسمي للسكان والسكنى لسنة 2004.

## وصلات خارجية
- البوابة الوطنية للجماعات الترابية
- المندوبية السامية للتخطيط